# SWI/SNF
SWI/SNF -مشتقَّة من (بالإنجليزية: (SWItch/Sucrose Non-Fermentable))‏ أي تحوُّل/سكروز غير قابل للتخمر- هي مجموعة فرعية من مجموعات تغيير بنية الكروماتين المعتمدة على الأدينوسين ثلاثي الفوسفات، والتي توجد في حقيقيات النوى. بمعنى آخر هي مجموعة من البروتينات التي ترتبط بإعادة تشكيل الطريقة التي يتم بها تعبئة الحمض النووي.